# Zielona (hromada Grzymałów)
Zielona (ukr. Зеле́не) – wieś na Ukrainie w rejonie czortkowskim należącym do obwodu tarnopolskiego.
W okresie II Rzeczypospolitej właścicielem miejscowych dóbr był Władysław Piniński.
W miejscowości stacjonowała strażnica KOP „Zielona”.
Do 2020 w rejonie husiatyńskim. 